# نيهافن

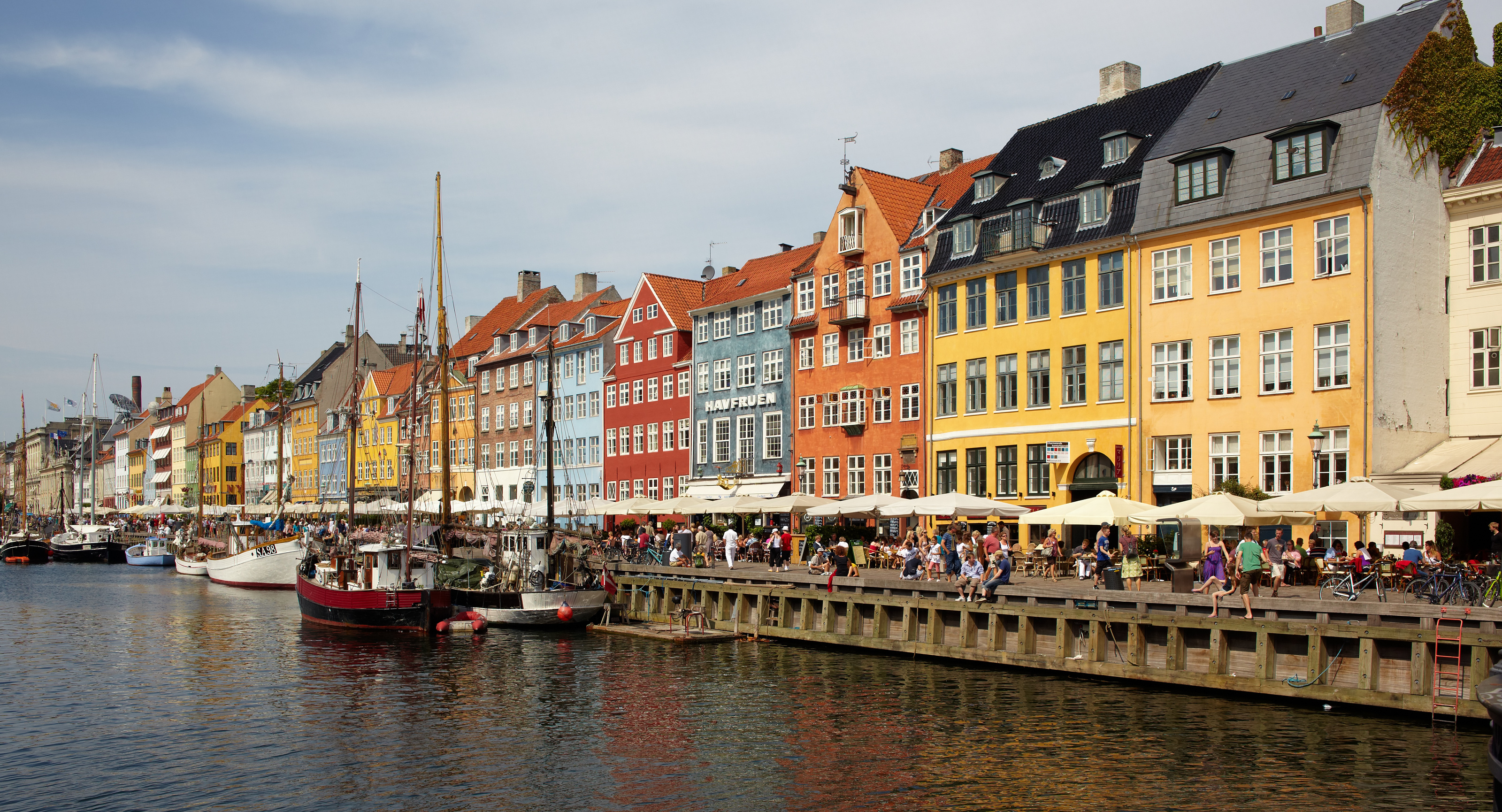
واجهات ملونة على امتداد نيهافن

نيهافن (بالدنماركية: Nyhavn، أي المرفأ الجديد) حي من أحياء كوبنهاغن في الدنمارك من القرن السابع عشر يطل على قناة مائية. يمتد نيهافن من ساحة الملك الجديدة (كونغنس نيتورف) إلى مقدمة المرفأ جنوبي المسرح الملكي، وعلى طوله  تصطف المنازل والحانات والمقاهي والمطاعم من القرن السابع عشر وأوائل القرن الثامن عشر بألوانها الزاهية. تأوي القناة العديد من السفن الخشبية التاريخية.

## التاريخ
تم تشييد نيهافن من قبل الملك  كريستيان الخامس بين عامي 1670 و 1673، وحفرت القناة من قبل أسرى حرب سويديين من الحرب الدنماركية-السويدية 1658-1660. القناة عبارة عن ممر من البحر إلى وسط البلدة القديمة عند ساحة الملك، حيث كانت السفن تحمل البضاعة والصيادون يصطادون.  كانت نيهافن تشتهر بالبيرة والبحارة والدعارة. عاش الكاتب الدنماركي هانس كريستيان أندرسن في نيهافن لفترة 18 سنة.
افتتح أول جسر يعبر قناة نيهافن في 6 فبراير 1875، وكان جسرا خشبيا مؤقتا للمشاة. تم استبداله بالجسر الحالي عام 1912.

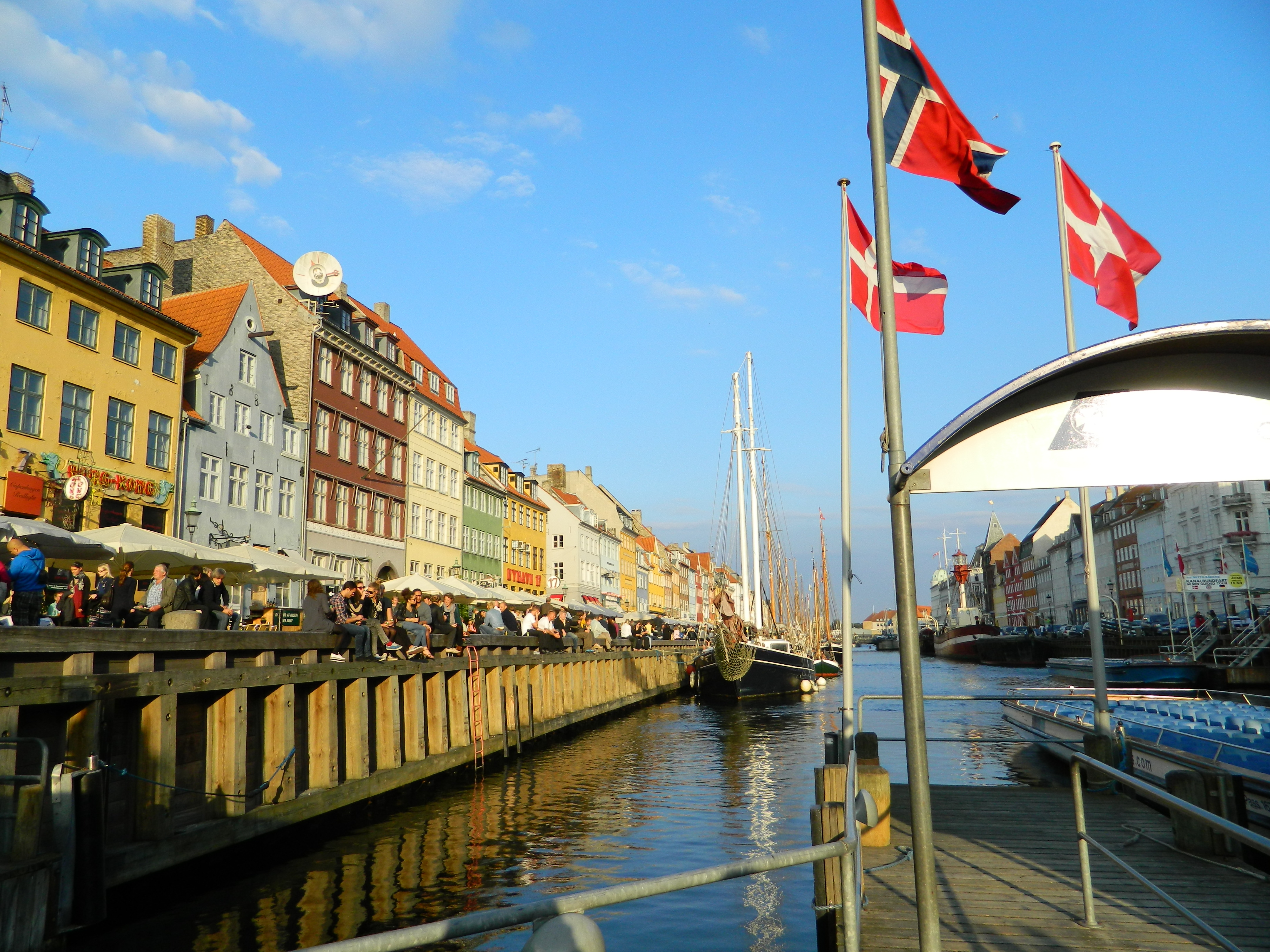
قناة نيهافن

مع مرور الزمن، أصبحت السفن التي تعبر المحيطات أكبر حجما، مما جعل الملاحة في نيهافن تقتصر على سفن الشحن الدانماركية الصغيرة. بعد الحرب العالمية الثانية، حل النقل البري مكان البحري، واختفت حركة ملاحة سفن الشحن الصغيرة من ميناء كوبنهاغن، مما جعل نيهافن خالية من السفن تقريبا.
في أواسط الستينيات، تأسست جمعية نيهافن (Nyhavnsforeningen) لغرض إعادة إحياء المنطقة. في 1977، تم تدشين مرفأ نيهافن كمتحف بحري للسفن القديمة من قبل عمدة كوبنهاغن إيغون فيديكامب. في 1980، تم تحويل الرصيف إلى استخدام المشاة فقط، بعد أن كان يستخدم كموقف للسيارات بعد أن اضمحل نشاط المرفأ. منذ ذلك الحين، أصبحت نيهافن وجهة رائجة للسياح وللسكان المحليين، تقوم بغرض الميدان العام بحسب المهندسين المعماريين يان غيهل ولارس غيمزوي.

## المباني

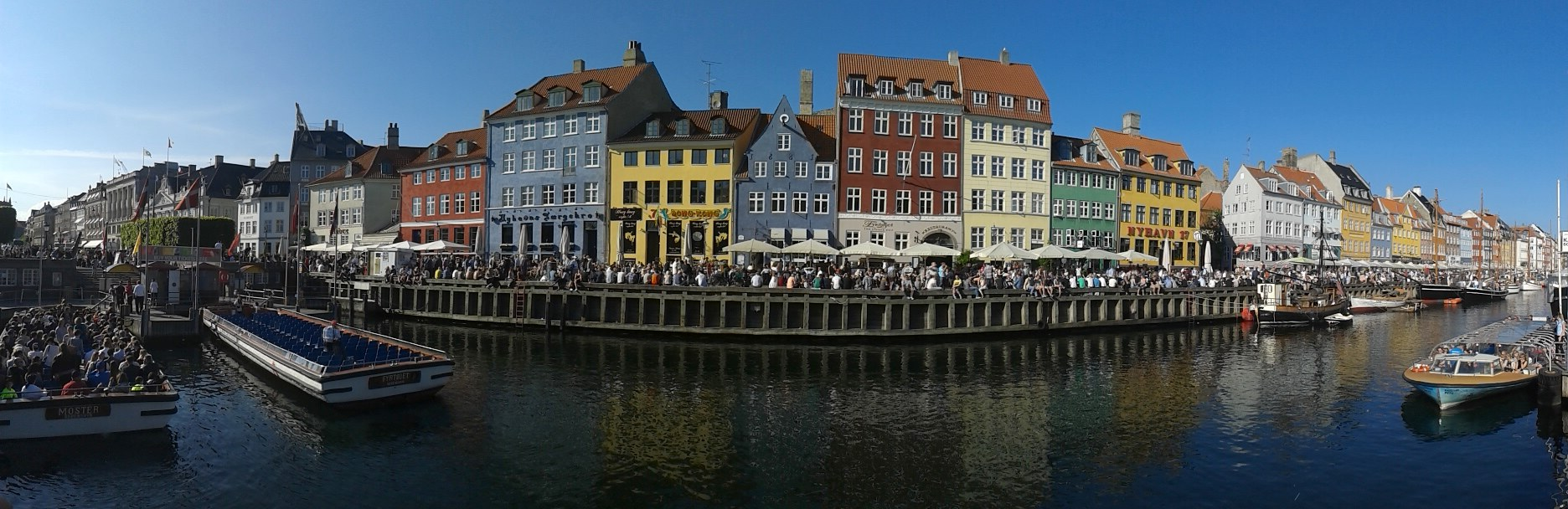
بانوراما للواجهة الشمالية من نيهافن

تزدان الواجهة الشمالية من نيهافن بمنازل «تاون هاوس» ذات ألوان زاهية مبنية من الخشب والطوب والجص. أقدم منزل (الرقم 9) يعود للعام 1681.
بين عامي 1845 و 1864، عاش هانس كريستيان أندرسن في المنزل رقم 67، حيث توجد لوحة تذكارية الآن.
أما في الواجهة الجنوبية من نيهافن، فتصطف القصور الفارهة على طول القنال، ومن ضمنها قصر شارلوتنبورغ في زاوية ساحة الملك.

## مرفأ السفن القديمة والمتاحف
يقع مرفأ نيهافن للسفن القديمة والمتاحف في القطاع الأوسط من نيهافن، بين جسر نيهافن وساحة الملك، وفيه عدد من السفن القديمة. منذ تأسيس المرفأ التراثي عام 1977، تم تخصيص الجزء الجنوبي من القناة لسفن المتاحف المملوكة للمتحف الوطني الدانماركي، والذي حصل على سفن مرممة بدقة كتبرع من آ. ب. مولر، بينما أوكل الجزء الشمالي من القناة لجمعية نيهافن ولسفن خشبية صالحة للاستخدام ذات ملكية خاصة.

## المرساة التذكارية

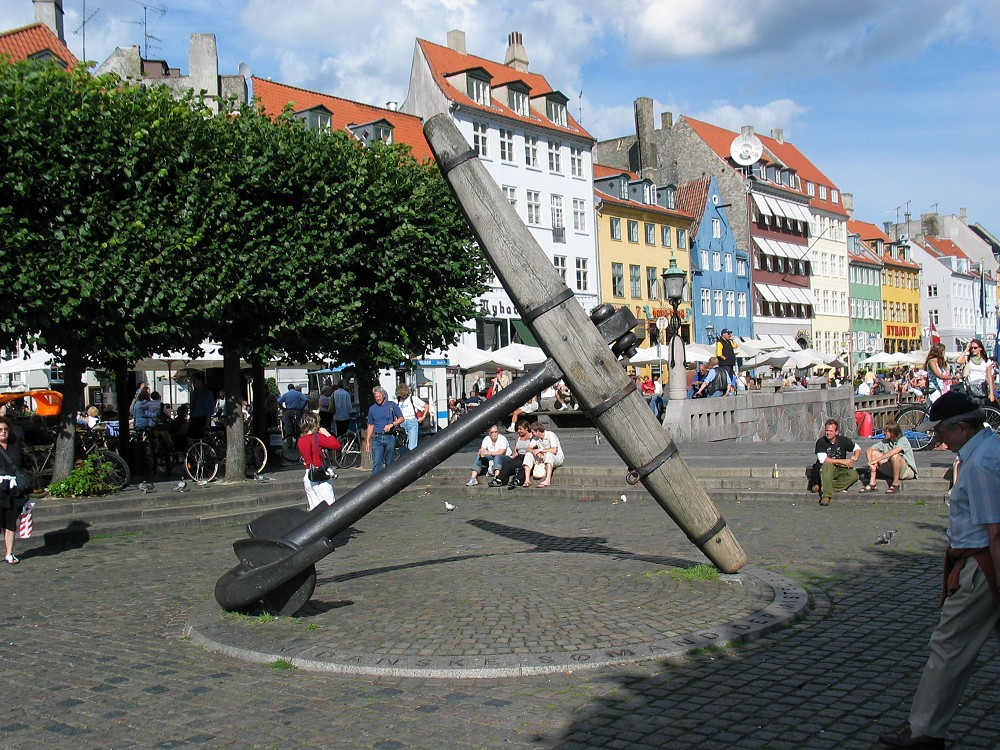
المرساة التذكارية في نهاية نيهافن

المرساة التذكارية الكبيرة (Mindeankeret) في نهاية نيهافن، حيث تلتقي مع الساحة الملكية هي نصب تذكاري لإحياء ذكرى أكثر من 1700 ضابط وبحار دانماركي من البحرية والأسطول التجاري وقوات التحالف قضوا أثناء الحرب العالمية الثانية. دشنت المرساة عام 1951 واستبدلت صليبا خشبيا مؤقتا كان قد نصب عام 1945 عليه لوحة عليها شعار الملك فريدريك السابع. تعود المرساة التذكارية إلى العام 1872 حيث كانت تستخدم على الفرقاطة فين (Funen) التي رست في قاعدة هولمن البحرية خلال الحرب العالمية الثانية. كل عام في 5 مايو (يوم تحرير الدانمارك عام 1945) يقام حفل رسمي لإحياء ذكرى من سقطوا عند المرساة التذكارية.

## الحانات والمطاعم

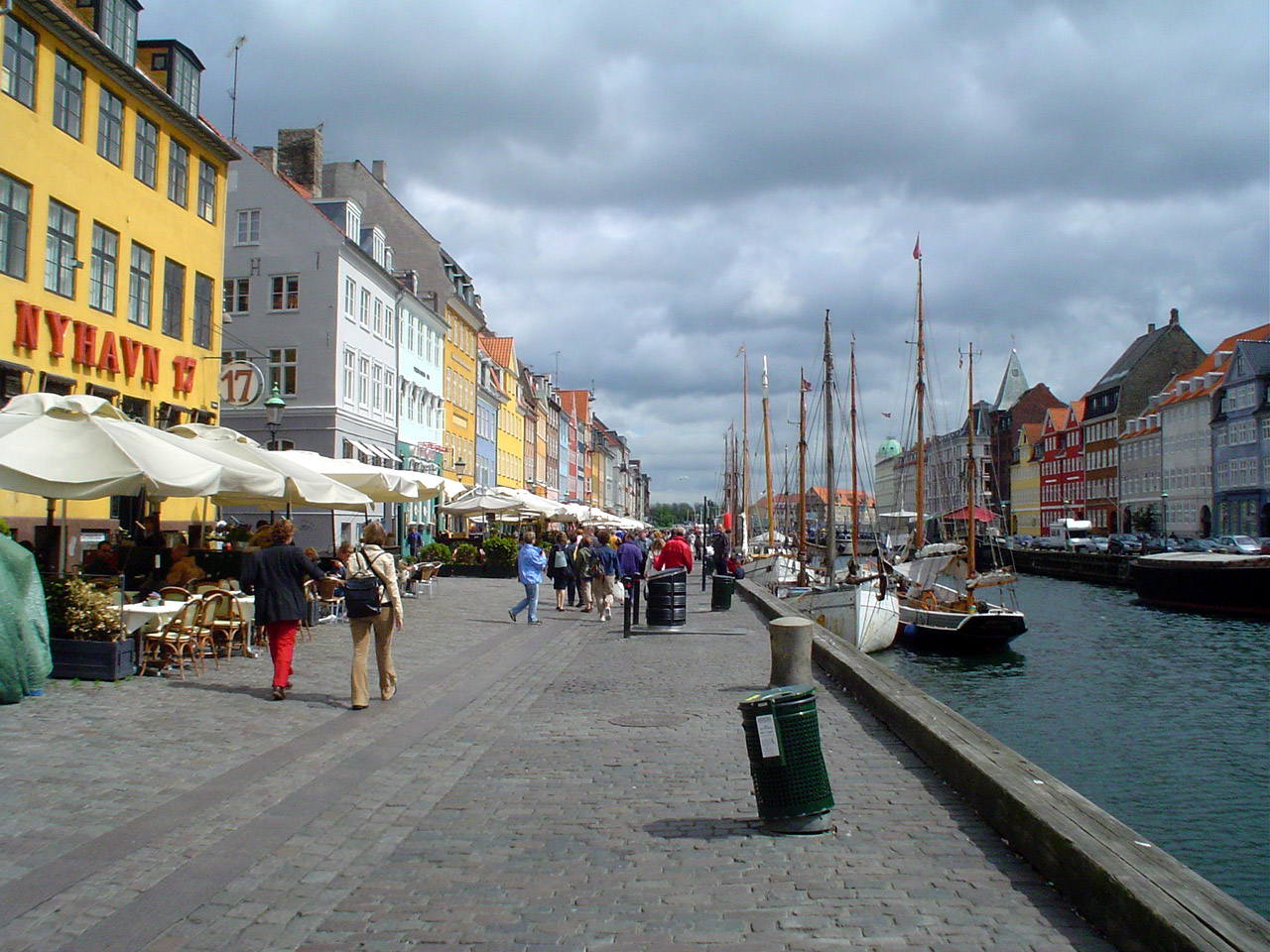
الحانات والمطاعم في الواجهة الشمالية المشمسة من نيهافن

على طول واجهة نيهافن الشمالية والأكثر إشراقا، تصطف الحانات والمطاعم التي تواجه المرفأ. نيهافن هي محطة رئيسية للرحل السياحية في القنوات.

## النقل
تقع محطة مترو ساحة الملك في نهاية نيهافن، وفي الجانب البعيد من الساحة، خارج المتجر الشهير مغزان دي نور. يخدم المحطة كل من الخطين M1 و M2 من مترو كوبنهاغن.
أما حافلات مرفأ كوبنهاغن، فلها موقف عند مدخل نيهافن. تقف خطوط الحافلات الأربعة (901 و 902 و 903 و 904) في الموقف الذي بجانب المسرح الملكي.

## وصلات خارجية
- بوابة كوبنهاغن - نيهافن